# Giro dell'Emilia 1996
Il Giro dell'Emilia 1996, settantanovesima edizione della corsa, si svolse il 28 settembre 1996 su un percorso di 208,2 km. La vittoria fu appannaggio dell'italiano Michele Bartoli, che completò il percorso in 4h46'41", precedendo il francese Luc Leblanc e il danese Bjarne Riis.

## Ordine d'arrivo (Top 10)
| Pos. | Corridore          | Squadra               | Tempo    |
| ---- | ------------------ | --------------------- | -------- |
| 1    | Michele Bartoli    | MG Boys Maglificio    | 4h46'41" |
| 2    | Luc Leblanc        | Team Polti            | a 26"    |
| 3    | Bjarne Riis        | Team Deutsche Telekom | s.t.     |
| 4    | Valentino Fois     | Panaria-Vinavil       | s.t.     |
| 5    | Gianni Faresin     | Panaria-Vinavil       | s.t.     |
| 6    | Marco Marcato      | Roslotto-ZG Mobili    | s.t.     |
| 7    | Angelo Citracca    | Ideal-Aster Lichy     | a 1'11"  |
| 8    | Massimo Donati     | Saeco-Estro           | s.t.     |
| 9    | Michele Coppolillo | MG Boys Maglificio    | a 1'30"  |
| 10   | Paolo Valoti       | Cantina Tollo-Co.Bo.  | a 2'03"  |